# Anglerschlaufe
Die Anglerschlaufe ist ein alter Knoten aus dem 17. Jahrhundert, den Tagen von Sir Izaak Walton (1593–1683), (bekannt für sein Buch: The Compleat Angler, 1653) und der Zeit der Darmfäden. Als sichere Schlaufe wurde er für modernes Material wiederentdeckt.
Der Knoten eignet sich besonders zum Anlegen von Schlaufen in vielen Leinen (von schwachen Monofilleinen, lehnigen Garnen, glatten Nylonsehnen, Bindfaden, Kunstfaser- und elastischen Seilen bis hin zu dicken Trossen). Bei Tauwerk sollte allerdings beachtet werden, dass er sich bekneift.

## Anwendung

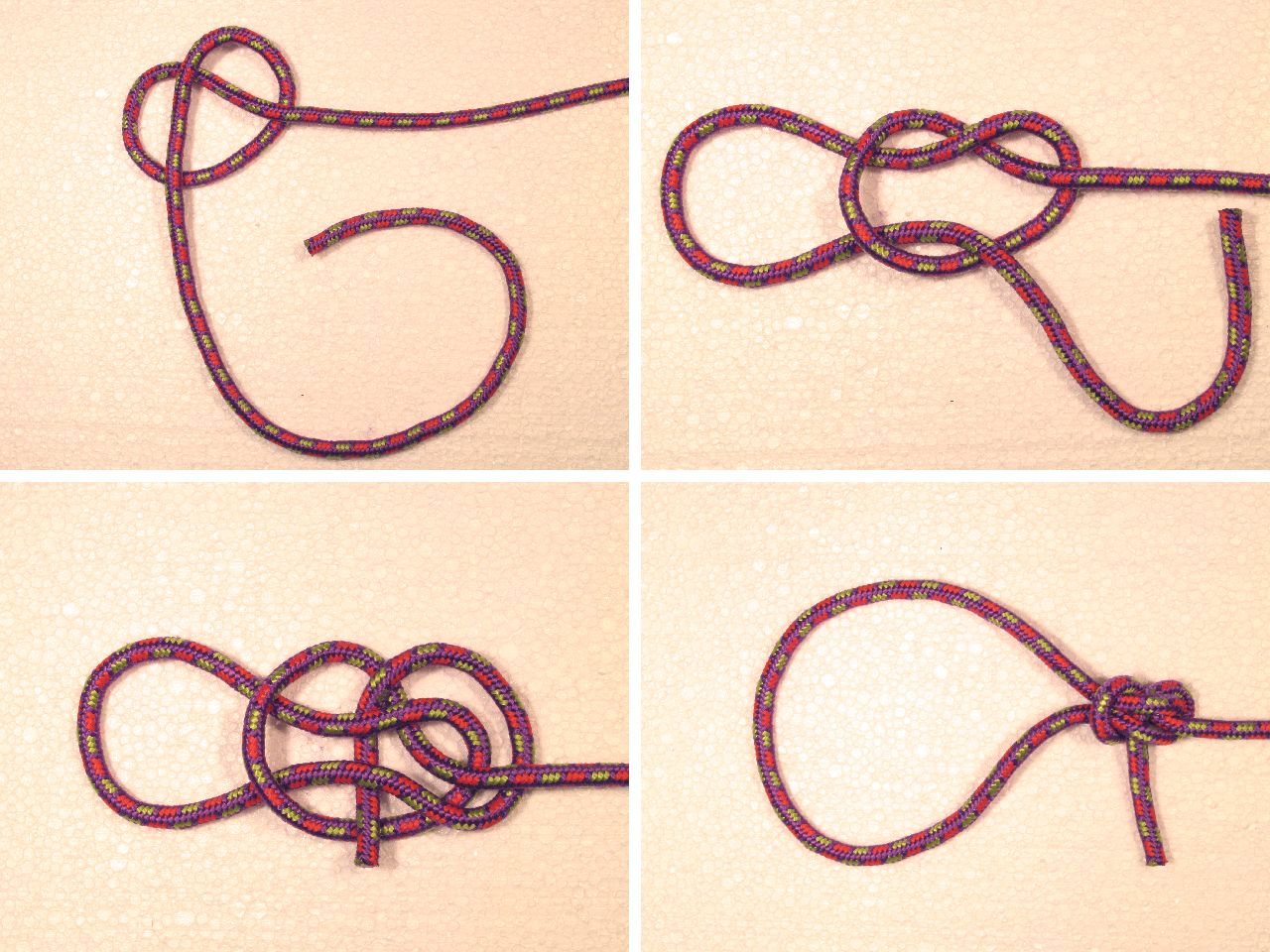
Knüpfen einer Anglerschlaufe

Die Anglerschlaufe hat eine ausgezeichnete Führung und ist leicht zu binden und eine Leitschnurschlaufe, die am meisten befriedigt.
Am häufigsten wird die Anglerschlaufe als Anschlussende der Wurfleine von Fliegenfischern verwendet. Die Wurfleine wird mit einer monofilen Kopfleine verbunden, ebenfalls mit einer Anglerschlaufe im Ende, und zwar, indem eine Leine durch die andere eingefädelt wird.
Anwendung findet er auch als Schlaufe am Vorfach und seiner Bezeichnung entsprechend, beim Befestigen von Angelhaken an Angelsehne, aber auch als Befestigung von Gummiseilen beim Bungee-Jumping. Die Anglerschlaufe zieht sich unter Last sehr fest und ist nur schwer wieder zu lösen.

## Knüpfen
Einen Überhandknoten auf Slip, genauer einen Slipknoten binden. Dann das lose Ende um das stehende Ende herum, durch den Halben Knoten quer durchstecken, dichtholen, fertig.

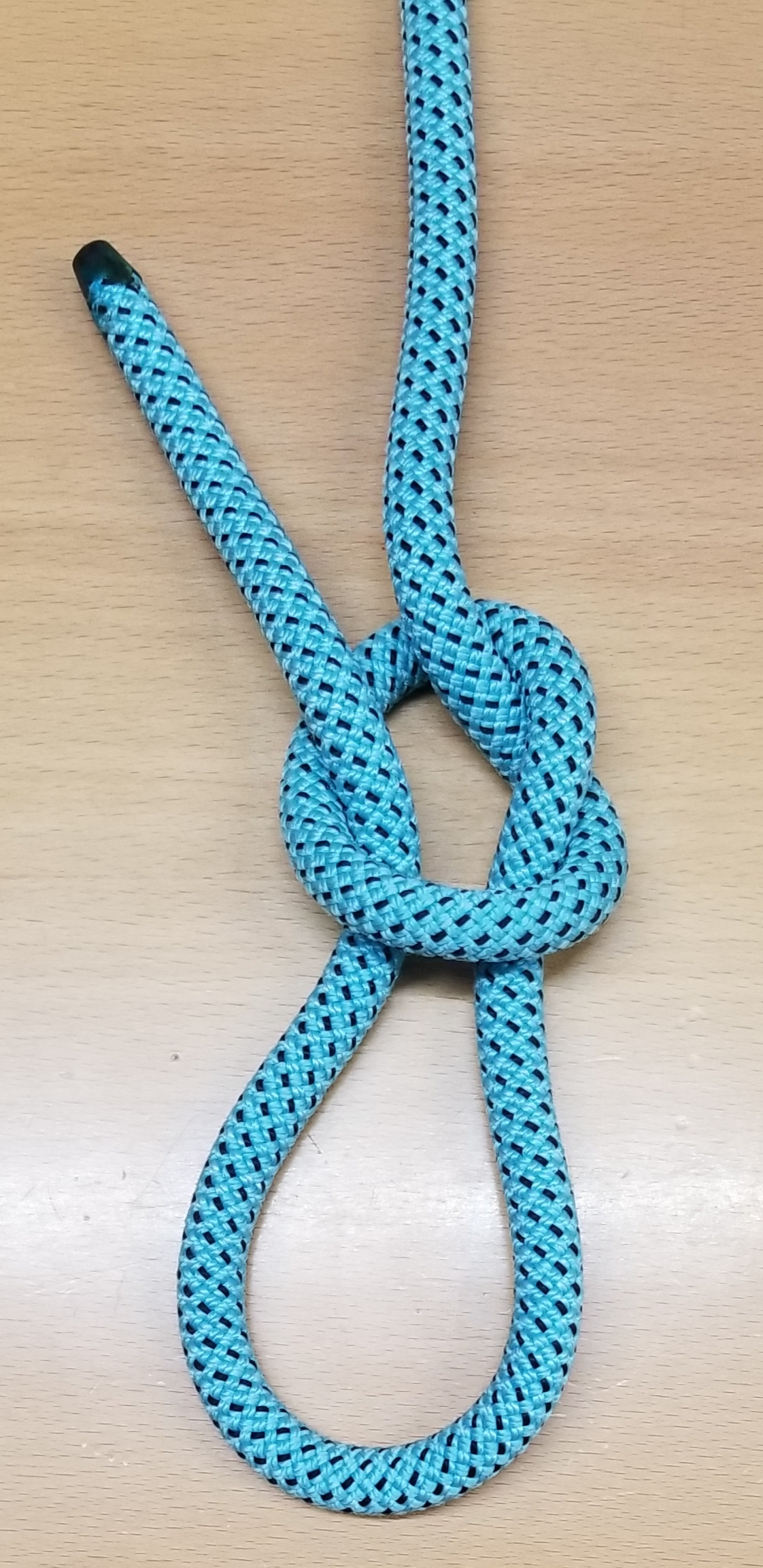
Slipknoten
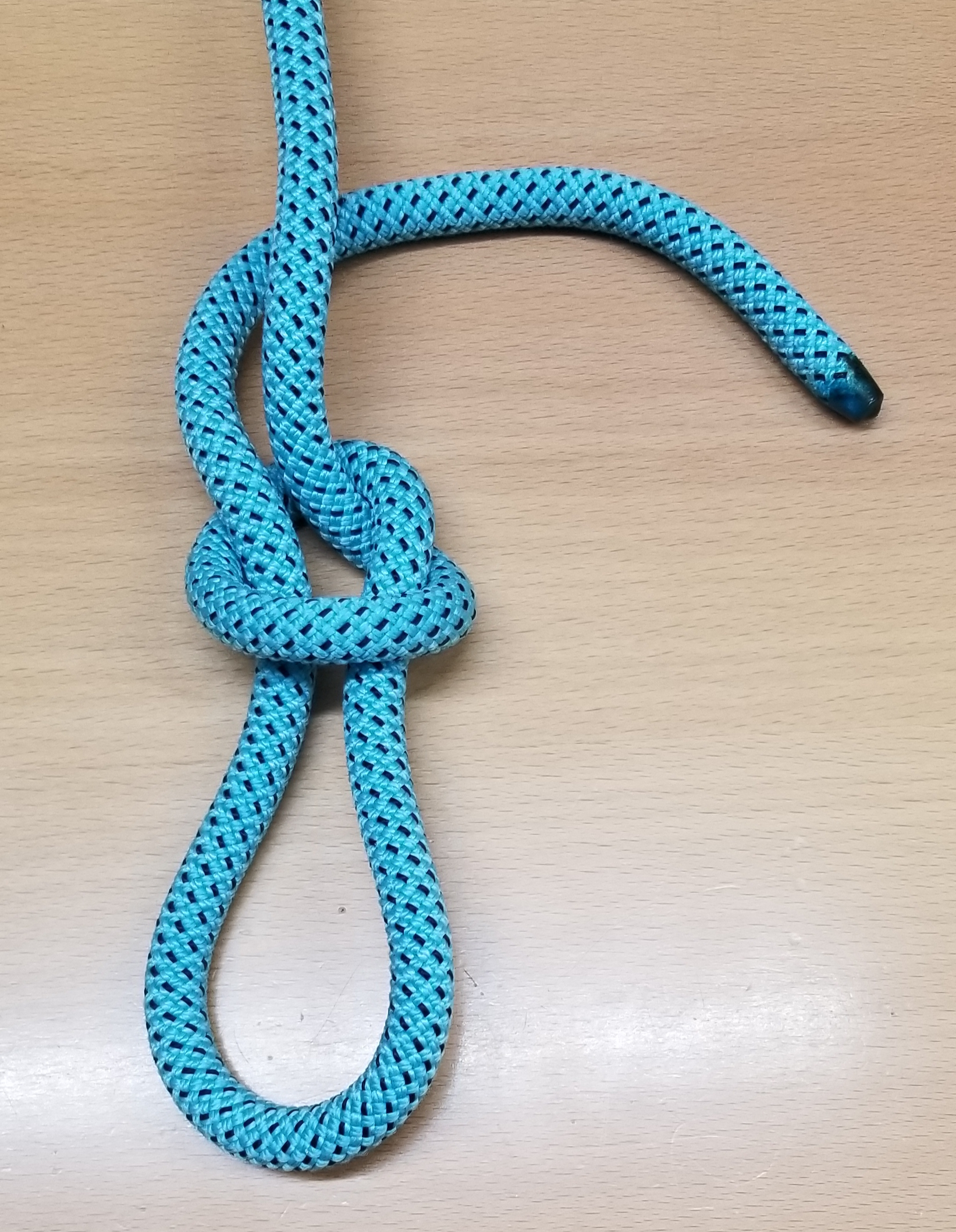
Das lose Ende um das stehende Ende herum binden
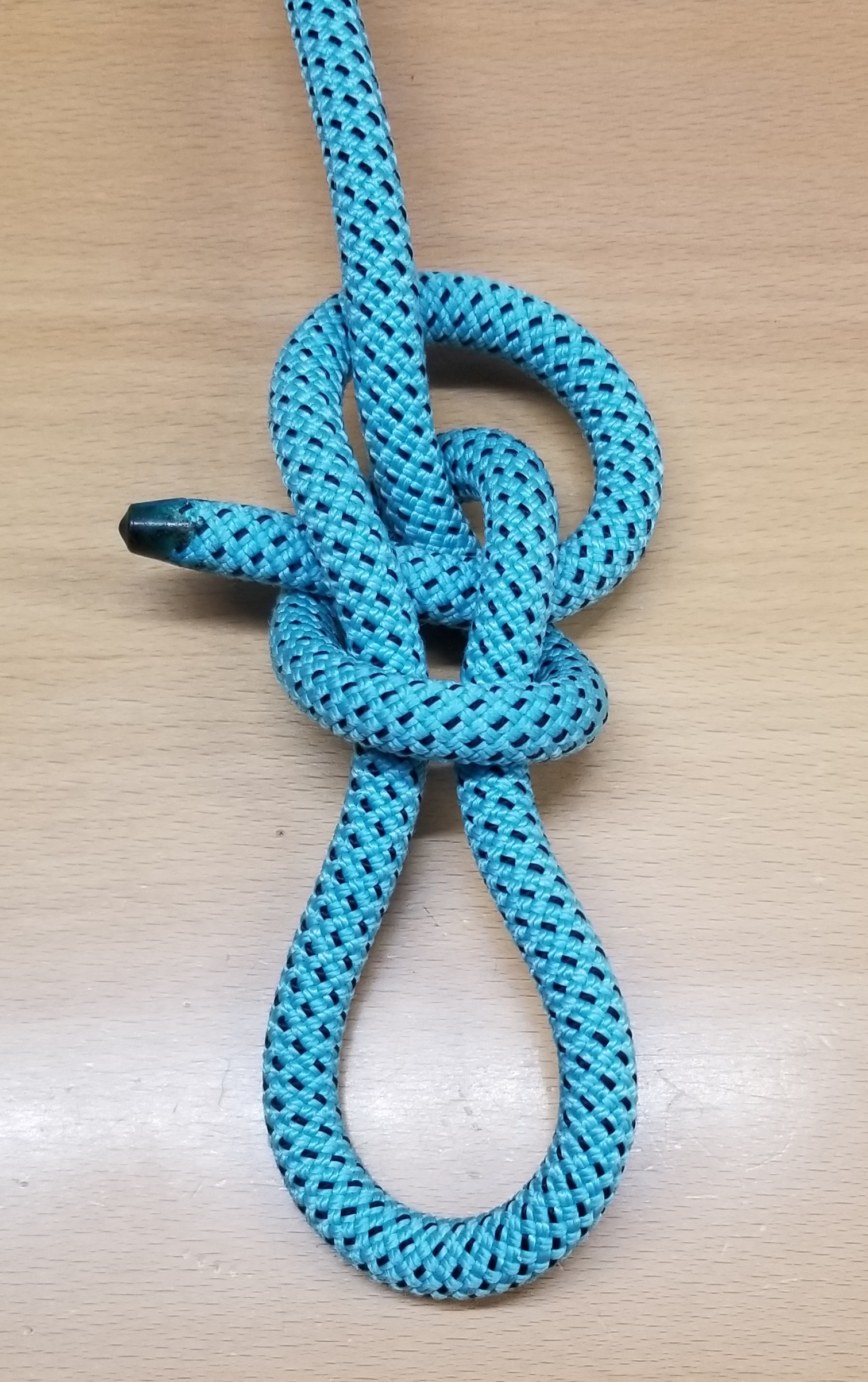
Quer durchstecken
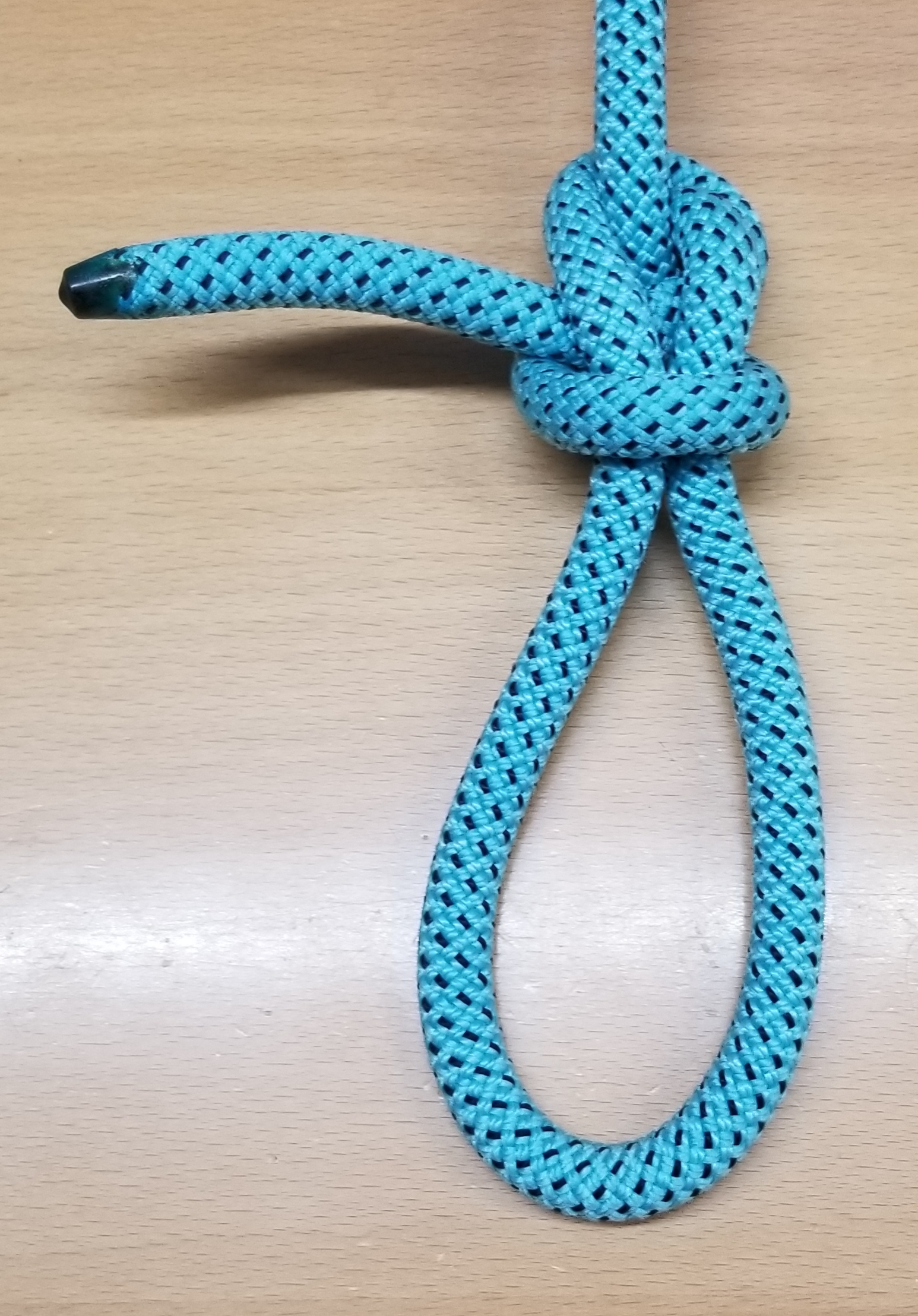
Dichtholen und fertig
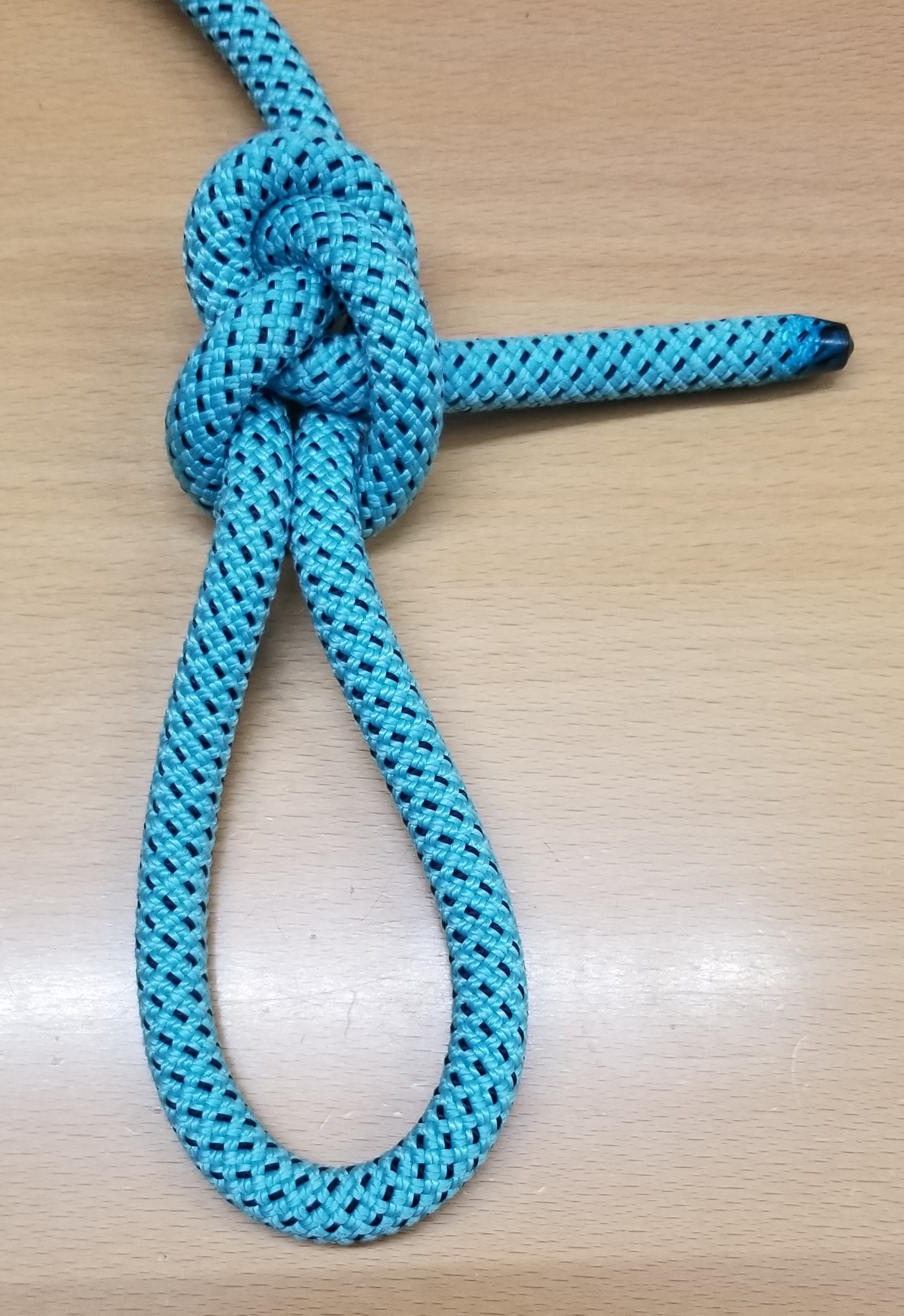
Rückseite der Anglerschlaufe

## Alternative Knüpfmethode

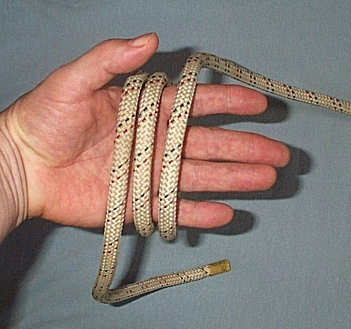
Man klemmt die laufende Part mit dem Daumen fest und wickelt die stehende Part drei Mal um die Hand
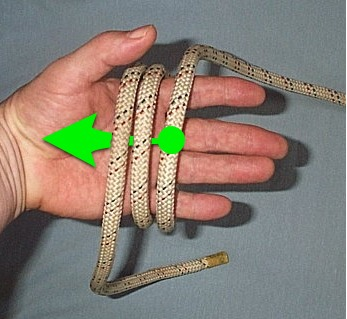
Die rechte Schlaufe wird unter den beiden anderen durchgezogen
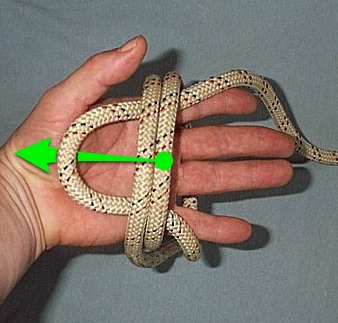
Die nun rechts liegende Schlaufe wird über der mittleren und unter der linken durchgezogen
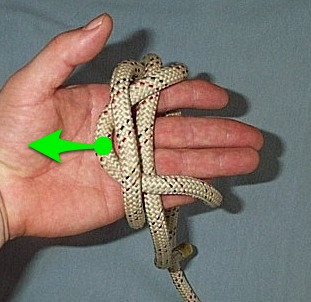
Durch Zug an der linken Schlaufe und der stehenden Part bildet sich die Anglerschlaufe
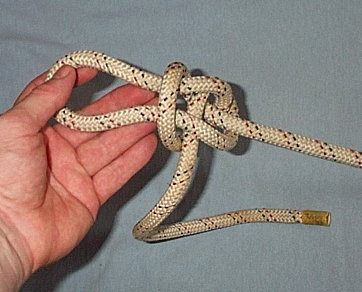
Fertig

## Alternativen
Alle Schlaufenknoten, z. B. der Rapalaknoten.